# Protopterus annectens annectens
Protopterus annectens annectens is een ondersoort van de kwastvinnige vissen uit de familie van de Afrikaanse longvissen (Protopteridae). De wetenschappelijke naam van de ondersoort is voor het eerst geldig gepubliceerd in 1839 door Owen.